# Nothing Personal
Nothing Personal (рус. Ничего личного) — третий студийный альбом американской рок-группы All Time Low, выпущенный на лейбле Hopeless Records 7 июля 2009 года. За первую неделю было продано 63 000 экземпляров, и Nothing Personal дебютировал на четвёртом месте в чарте Billboard 200, став самым коммерчески успешным релизом группы на тот момент.

## Об альбоме
All Time Low приступили к записи альбома в промежутках между турами. MTV и Alternative Press сообщили, что на альбоме также будет песня, написанная совместно с Марком Хоппусом — вокалистом популярных рок-групп Blink-182 и +44. Хоппус был не против совместной песни All Time Low, однако позднее Гаскарт сообщил, что совместного трека не будет на альбоме вообще. Через пару месяцев группа занялась поисками продюсеров. Ими стали Мэтт Сквайр, Дэвид Бендет, Бутч Уокер.

Наша музыка выражает все неприятности, через которые мы прошли… Их было много… На этот раз мы попытались рассмотреть кое-что немного глубже. Мы играем с настроениями, и это круто.
Оригинальный текст (англ.)Оur music explains all the troubles we’ve been through… it has many things… This time, we tried to explore something a little bit deeper. We’re exploring some new moods, which is pretty cool.
— Алекс Гаскарт в интервью журналу Alternative Press

## Релиз
Первой песней с альбома, представленной публике, стала «Weightless», которая была доступна 24 марта 2009 года на сайте AbsolutePunk. 7 апреля 2009 года песня появилась на iTunes. На песню также был снят видеоклип, который дебютировал на телеканалах MTV, MTV2 и mtvU за день до выхода самого альбома — 6 июля 2009 года. 3 августа сингл был выпущен в Великобритании. До официального релиза группой также был выпущен сингл «Damned If I Do Ya (Damned If I Don't)» (16 июня).
В апреле 2009 года группа сообщила, что релиз альбома намечен на 7 июля того же года. В мае на сайте AbsolutePunk появился полный трек-лист с Nothing Personal. 7 июля альбом стал доступен для загрузки с интернета, на физических носителях он был выпущен 14 сентября.
Третьим и последним и последним синглом с Nothing Personal стал «Lost in Stereo», который был выпущен через несколько месяцев после выхода альбома — 4 апреля 2010 года. Часть демоверсии данной песни (которая длилась всего восемь секунд) была представлена на сайте SupJustin 6 июня 2009 года.

## Список композиций
Слова и музыка всех песен — All Time Low.
| №                   | Название                                | Длительность |
| ------------------- | --------------------------------------- | ------------ |
| 1.                  | «Weightless»                            | 3:18         |
| 2.                  | «Break Your Little Heart»               | 2:51         |
| 3.                  | «Damned If I Do Ya (Damned If I Don't)» | 3:07         |
| 4.                  | «Lost in Stereo»                        | 3:47         |
| 5.                  | «Stella»                                | 3:24         |
| 6.                  | «Sick Little Games»                     | 3:36         |
| 7.                  | «Hello, Brooklyn»                       | 3:29         |
| 8.                  | «Walls»                                 | 3:11         |
| 9.                  | «Too Much»                              | 4:14         |
| 10.                 | «Keep the Change, You Filthy Animal»    | 3:20         |
| 11.                 | «A Party Song (The Walk of Shame)»      | 2:59         |
| 12.                 | «Therapy»                               | 3:44         |
| Общая длительность: | Общая длительность:                     | 41:04        |

| №                   | Название                                             | Длительность |
| ------------------- | ---------------------------------------------------- | ------------ |
| 13.                 | «Poison»                                             | 3:19         |
| 14.                 | «Weightless» (The Secret Handshake Remix)            | 3:09         |
| 15.                 | «Lost in Stereo» (Cobra Starship Suave Suarez Remix) | 3:57         |
| 16.                 | «Dear Maria, Count Me In» (Connect Sets Acoustic)    | 3:26         |
| 17.                 | «Coffee Shop Soundtrack» (Acoustic Remix)            | 3:58         |
| Общая длительность: | Общая длительность:                                  | 58:53        |

## Чарты
| Чарт (2009)             | Позиция |
| ----------------------- | ------- |
| Australian Albums Chart | 71      |
| Canadian Albums Chart   | 22      |
| Dutch Albums Chart      | 86      |
| Japan Albums Chart      | 69      |
| Swedish Albums Chart    | 22      |
| UK Albums Chart         | 104     |
| US Billboard 200        | 4       |
| US Alternative Albums   | 1       |
| US Independent Albums   | 1       |
| US Rock Albums          | 1       |